# Bernardo Accolti
Bernardo Accolti (Arezzo, 11 de setembro de 1458 — Roma, janeiro de 1535) foi um poeta italiano.

## Biografia
Bernardo era filho de Benedetto Accolti e ficou conhecido em sua época como l'Unico Aretino. Adquiriu fama como grande recitador de versos de improviso. Foi ouvido por grandes multidões, composta por homens mais instruídos e os mais ilustres prelados da época. Entre outros, o cardeal Bembo deixou registrado um depoimento sobre o seu extraordinário talento. Sua grande reputação entre seus contemporâneos parece pouco justificada pelos poemas que publicou, ainda que deem provas de uma imaginação brilhante.
É provável que tenha conseguido um melhor desempenho em suas produções extemporâneas do que naquelas que foram fruto da deliberação. Suas obras, sob o título de Virginia, Comedia, Capitoli e Strambotti di Messer Bernardo Accolti Aretino, foram publicadas em Florença, em 1513, e foram várias vezes reeditadas.